# ジョン・ハリマン
ジョン・ハリマン（John Harriman）は、『スタートレック』シリーズの登場人物。演じたのはアラン・ラック。23世紀末にU.S.S.エンタープライズB艦長として活躍する宇宙艦隊士官である。 
2293年に進宙したNCC-1701-B U.S.S.エンタープライズ号の艦長。階級は大佐。30年ほど前のジェームズ・T・カーク船長の活躍を「本で読んだ」ことから、艦長としてはかなり若い士官であることが窺える。しかしながら、宇宙艦隊旗艦であり、その進宙式や処女航海にプレスが帯同することなどからも、宇宙艦隊だけではなく惑星連邦にとっても重要かつ著名な艦であるエンタープライズ号の艦長に任命されたハリマンが非常に有能な士官であったことは想像に難くない。
ハリマン艦長の指揮の下、処女航海に出航したエンタープライズBは航行中に謎のエネルギーリボンに捕らえられた難民船からの救難信号を受信する。「最寄りの航宙艦に連絡。本艦は救助に向かえる状態では無い。」と通信したが周辺に他の艦はおらず、止むを得ず現場に急行して作戦指揮を執るものの効果的な救出活動ができず、ゲストとして搭乗していたカーク退役大佐に「前艦長、何かアドバイスを頂けると有難いのですが」と指示を仰ぐことになる。
これには、エンタープライズＢがまだ装備を調えていなかった（今回の救出活動に有効と思われたトラクタービームすら搭載されていなかった）ことに加え、処女航海を伝えるマスコミなど外部の人間をゲスト乗艦させており、リスクを取るわけにはいかなかったという事情がある。
カークのアドバイスによって残る難民船の乗員を救うことには成功するが、今度はエンタープライズBがエネルギーリボンに捕らえられる。本来なら光子魚雷によってリボンを断ち切ることができるはずなのだが、前述の通り装備が不十分だったエンタープライズBは光子魚雷を搭載していなかった。そのため光子魚雷に近いビームを発生させるために制御室で直接デフレクターを調整しなければならない状況に陥ったのだが、ハリマンはこの難局では経験の浅い自分よりも、経験豊富なカークが艦の指揮官に最適であると判断し「前艦長はブリッジをお願いします」と、彼に指揮権を委ねて自身はデフレクターの調整に向かうつもりであった。しかし、カークは「艦長はブリッジにいるべき」とハリマンを諭し自らが調整に向かう。この結果、リボンから脱出した際の艦体損傷に巻き込まれたカークは殉職する(事実では無いが)。

以上のように、結果だけ見れば彼の評価はあまり高いものとはいえないが、現役の艦長としてのプライドや功名心よりも艦の安全を最優先に考え、伝説的存在とはいえ一退役士官であるカークに頭を垂れたハリマンに対し、カークは「こんなことは本物の艦長でなければ出来ないことだ」と高く評価する。

## その後のハリマン
正史ではないものの、『スタートレック:ヴォイジャー』のトゥヴォック役で知られるティム・ラスが監督を務めたミニシリーズ『Star Trek: Of Gods and Men』で、ハリマンは中心人物の一人として登場している。
ここに登場するハリマンは髭を蓄え外観上の威厳を備えただけではなく、謎の救難信号に戸惑うピーター・カーク中佐（ジェームズ・カークの甥）に「リスクを恐れていては艦長の椅子には座れないぞ」とかつて自分がカーク船長に言われた言葉を引用して励ますなど、艦長経験を積んだことによって、処女航海の時のような優柔不断さや消極的な部分はすっかり改善された一人前の艦長として描かれている。また、このストーリーではチェコフとウフーラとは親友であるという設定である。エピローグでは艦隊を辞し、政治家へ転身する姿が描かれている。
その他、現在（2010年）においては未翻訳であるが、小説および映画『スタートレック7－ジェネレーションズ』前半部の続きとなる小説『STAR TREK - The Captain's Daughter』にも登場する。この小説は、U.S.S エクセルシオールとU.S.S エンタープライズBの物語である。この本の表紙に描かれているエクセルシオールの登録番号はNCCでなくNXに戻っているが、理由は不明。